# هيدروكسي ميثيل سلفينات صوديوم
هيدروكسي ميثيل سلفينات صوديوم ( Sodium hydroxymethanesulfinate) مركب كيميائي له الصيغة المجملة CH3NaO3S ، والصيغة المفصلة له Na+HOCH2SO2-. ويدعى أيضاً الرونغاليت وهي علامة مسجلة لشركة باسف.